# Grand Prix d'Isbergues 2024
Le Grand Prix d'Isbergues 2024 est la 78e édition de cette course cycliste sur route. Il a eu lieu le 15 septembre 2024. Il fait partie du calendrier UCI Europe Tour 2024 en catégorie 1.1. 
L'édition 2024 est remportée par Arvid de Kleijn (Tudor Pro Cycling Team) suivi de Laurence Pithie (Groupama-FDJ) et de Gerben Thijssen (Intermarché-Wanty).

## Présentation

### Finale Coupe de France 2024
Le Grand Prix d'Isbergues est aussi la seizième et dernière épreuve de la Coupe de France de cyclisme sur route 2024. Avant cette ultime manche, cinq coureurs peuvent encore prétendre à la victoire finale. Cependant, des cinq concurrents seul Alexandre Delettre (Saint-Michel - Mavic - Auber 93) a pris le départ de la course. Il est quatrième du classement général à 39 points du leader Benoît Cosnefroy (Décathlon AG2R la Mondiale). La victoire finale se jouera donc entre ces deux là. 
Pour le classement par équipes, un seul point sépare Arkéa-B&B Hotels de Décathlon AG2R la Mondiale, les deux seuls prétendants à la victoire finale. 

### Parcours[3]
Le parcours est similaire aux éditions précédentes. Il part et finit dans la commune d'Isbergues, dans le département du Pas-de-Calais. Sa longueur totale est de 198,8 kilomètres. Ce parcours est catégorisé comme une course accidentée. Les profils baroudeurs y sont généralement désignés favoris.
La course commence par un court départ fictif de deux kilomètres donné à Isbergues. Les coureurs commencent par effectuer quatre premiers tours sur le circuit final. Ce circuit de 9,6 kilomètres est situé sur les communes d'Isbergues et de Guarbecque. 
Après les 45 premiers kilomètres de courses, les coureurs sortent du circuit sur 110 kilomètres pour effectuer un parcours vallonné à travers plusieurs communes environnantes d'Isbergues. Ce passage est surnommé "Boucle des Monts" par les organisateurs car six monts sont répertoriés sur le tracé et représentent les principales difficultés de la journée.  
Enfin pour les 40 derniers kilomètres, la course retourne dans le circuit final pour quatre tours finals. Ce circuit entre les communes d'Isbergues et de Guarbecque est relativement plat, contrairement au circuit des Monts. Ce long final est propice à un retour du peloton pour les équipes qui jouent la carte du sprint massif. Cela fut généralement le cas les éditions précédentes. 

### Équipes
Classée en catégorie 1.1 de l'UCI Europe Tour, le Grand Prix d'Isbergues est par conséquent ouvert aux équipes UCI WorldTeam dans la limite de 50 % des équipes participantes, aux équipes continentales professionnelles, aux équipes continentales et aux équipes nationales.
Vingt-et-une équipes participent à ce Grand d'Isbergues: six WorldTeams, sept ProTeams et huit équipes continentales, pour un total de 140 coureurs :
| WorldTeams (6)- Decathlon-AG2R La Mondiale - Alpecin-Deceuninck - Groupama-FDJ - Cofidis - Intermarché-Wanty - Arkéa-B&B Hotels ProTeams (7)- Q36.5 Pro Cycling Team - Lotto Dstny - Israel-Premier Tech - TotalEnergies - Tudor Pro Cycling Team - Bingoal WB - Team Flanders-Baloise Équipes continentales (8)- Van Rysel-Roubaix - Saint Michel-Mavic-Auber 93 - Philippe Wagner-Bazin - CIC U Nantes Atlantique - Hagens Berman Jayco - Nice Métropole Côte d'Azur - Metec-Solarwatt p/b Mantel - MYVELO Pro Cycling Team |
| |

Pour une manche de coupe de France, le nombre d'équipes participantes est élevée

### Principaux coureurs présents
Aucun vainqueurs des éditions précédentes (Elia Viviani, Arnaud Démare, Matteo Moschetti) n'est présent cette année.  Les principaux favoris sont : Arvid de Kleijn déjà victorieux la semaine précédente Grand Prix de Fourmies 2024, Paul Penhoët, Laurence Pithie, Luca Mozzato. Alexandre Delettre est aussi considéré comme un favori. Seule une victoire lui permettrait de décrocher la Coupe de France 2024.

### Diffusion
Eurosport diffuse la course.

## Déroulement de la course
Contrairement aux autres courses, l'échappée du jour se forme relativement tard dans l'épreuve. À 82 kilomètres de la ligne d'arrivée, peu avant la Côte d'Erny-Saint-Julien, un groupe de six coureurs s’échappe et résiste au peloton jusqu'au début du dernier tour de course. Ils sont repris à 8 kilomètres de l'arrivée à l’exception de Jasper De Buyst (Lotto Dstny), dernier membre de l'échappée, qui tente sa chance en solitaire et résiste 6 kilomètres supplémentaires.  Il est repris à 2 kilomètres de la ligne. 
Le sprint final est remporté par Arvid de Kleijn (Tudor Pro Cycling Team) devant Laurence Pithie (Groupama-FDJ) et Gerben Thijssen (Intermarché-Wanty).

## Classement de la course
| \| Classement général \| Classement général \| Classement général \| Classement général \| Classement général \| \| Coureur \| Coureur \| Pays \| Équipe \| Temps \| \| ------------------ \| ------------------ \| ------------------ \| -------------------------- \| ------------------ \| \| 1er \| Arvid de Kleijn \| Pays-Bas \| Tudor Pro Cycling Team \| 4 h 35 min 06 s \| \| 2e \| Laurence Pithie \| Nouvelle-Zélande \| Groupama-FDJ \| + 0 s \| \| 3e \| Gerben Thijssen \| Belgique \| Intermarché-Wanty \| + 0 s \| \| 4e \| Pierre Gautherat \| France \| Decathlon-AG2R La Mondiale \| + 0 s \| \| 5e \| Davide Persico \| Italie \| Bingoal WB \| + 0 s \| \| 6e \| Maikel Zijlaard \| Pays-Bas \| Tudor Pro Cycling Team \| + 0 s \| \| 7e \| Paul Penhoët \| France \| Groupama-FDJ \| + 0 s \| \| 8e \| Piet Allegaert \| Belgique \| Cofidis \| + 0 s \| \| 9e \| Jensen Plowright \| Australie \| Alpecin-Deceuninck \| + 0 s \| \| 10e \| Tom Van Asbroeck \| Belgique \| Israel-Premier Tech \| + 0 s \| |                  |                  |                            |                 |
| |                  |                  |                            |                 |
| |                  |                  |                            |                 |
| Classement général |                  |                  |                            |                 |
| Coureur | Coureur          | Pays             | Équipe                     | Temps           |
| 1er | Arvid de Kleijn  | Pays-Bas         | Tudor Pro Cycling Team     | 4 h 35 min 06 s |
| 2e | Laurence Pithie  | Nouvelle-Zélande | Groupama-FDJ               | + 0 s           |
| 3e | Gerben Thijssen  | Belgique         | Intermarché-Wanty          | + 0 s           |
| 4e | Pierre Gautherat | France           | Decathlon-AG2R La Mondiale | + 0 s           |
| 5e | Davide Persico   | Italie           | Bingoal WB                 | + 0 s           |
| 6e | Maikel Zijlaard  | Pays-Bas         | Tudor Pro Cycling Team     | + 0 s           |
| 7e | Paul Penhoët     | France           | Groupama-FDJ               | + 0 s           |
| 8e | Piet Allegaert   | Belgique         | Cofidis                    | + 0 s           |
| 9e | Jensen Plowright | Australie        | Alpecin-Deceuninck         | + 0 s           |
| 10e | Tom Van Asbroeck | Belgique         | Israel-Premier Tech        | + 0 s           |

## Attributions des points

### Classement UCI
La course attribue aux coureurs le même nombre des points pour l'UCI Europe Tour 2024 et le Classement mondial UCI.
| Position           | 1er | 2e | 3e | 4e | 5e | 6e | 7e | 8e | 9e | 10e | 11e | 12e | 13e à 15e | 16e à 25e |
| Classement général | 125 | 85 | 70 | 60 | 50 | 40 | 35 | 30 | 25 | 20  | 15  | 10  | 5         | 3         |

### Classements Coupe de France
L'ordre d'arrivée de l'épreuve détermine le nombre de points attribués pour le classement général individuel de la Coupe de France 2024.
| Position | 1er | 2e | 3e | 4e | 5e | 6e | 7e | 8e | 9e | 10e | 11e | 12e | 13e | 14e | 15e |
| Points   | 50  | 35 | 25 | 20 | 18 | 16 | 14 | 12 | 10 | 8   | 6   | 5   | 3   | 3   | 3   |

Le classement par équipes de la Coupe de France est établi de la manière suivante : on additionne les places des trois premiers coureurs pour définir le score de chaque équipe. Puis les équipes sont classées par score décroissant. L'équipe avec le total le plus faible sera la première et recevra 12 points au classement des équipes, jusqu'à la neuvième équipe qui marquera deux points. Seules les équipes françaises marquent des points.
| Position | 1re | 2e | 3e | 4e | 5e | 6e | 7e | 8e | 9e |
| Points   | 12  | 9  | 8  | 7  | 6  | 5  | 4  | 3  | 2  |

## Liste des participants
| Légende | Légende                                                                    | Légende | Légende                                                    |
| ------- | -------------------------------------------------------------------------- | ------- | ---------------------------------------------------------- |
| Num     | Dossard de départ porté par le coureur sur cette course                    | Pos     | Position à l'arrivée de la course                          |
|         | Indique un maillot de champion national ou mondial, suivi de sa spécialité | NP      | Indique un coureur qui n'a pas pris le départ de la course |
| AB      | Indique un coureur qui n'a pas terminé la course                           | HD      | Indique un coureur qui a terminé la course hors des délais |
| DSQ     | Indique un coureur qui a été disqualifié de la course                      |         |                                                            |

| Q36.5 Pro Cycling Team Q36 | Q36.5 Pro Cycling Team Q36  | Q36.5 Pro Cycling Team Q36 |
| -------------------------- | --------------------------- | -------------------------- |
| Num                        | Coureur                     | Pos                        |
| 1                          | Giacomo Nizzolo (ITA)       | AB                         |
| 2                          | Xabier Mikel Azparren (ESP) | 95e                        |
| 4                          | Cyrus Monk (AUS)            | 57e                        |
| 5                          | Joey Rosskopf (USA)         | 118e                       |
| 6                          | Rory Townsend (IRL)         | 12e                        |
| 7                          | Nickolas Zukowsky (CAN)     | 33e                        |

| Decathlon-AG2R La Mondiale DAT | Decathlon-AG2R La Mondiale DAT | Decathlon-AG2R La Mondiale DAT |
| ------------------------------ | ------------------------------ | ------------------------------ |
| Num                            | Coureur                        | Pos                            |
| 11                             | Edvald Boasson Hagen (NOR)     | 65e                            |
| 12                             | Arthur Blaise (FRA)            | 53e                            |
| 13                             | Pierre Gautherat (FRA)         | 4e                             |
| 14                             | Antoine L'Hote (FRA)           | 35e                            |
| 15                             | Oliver Naesen (BEL)            | 19e                            |
| 16                             | Gianluca Pollefliet (BEL)      | 11e                            |

| Alpecin-Deceuninck ADC | Alpecin-Deceuninck ADC | Alpecin-Deceuninck ADC |
| ---------------------- | ---------------------- | ---------------------- |
| Num                    | Coureur                | Pos                    |
| 22                     | Lars Boven (NED)       | 110e                   |
| 24                     | Simon Dehairs (BEL)    | 18e                    |
| 25                     | Senne Leysen (BEL)     | 56e                    |
| 26                     | Jensen Plowright (AUS) | 9e                     |
| 27                     | Ramon Sinkeldam (NED)  | 36e                    |

| Groupama-FDJ GFC | Groupama-FDJ GFC      | Groupama-FDJ GFC |
| ---------------- | --------------------- | ---------------- |
| Num              | Coureur               | Pos              |
| 31               | Paul Penhoët (FRA)    | 7e               |
| 32               | Cyril Barthe (FRA)    | 37e              |
| 33               | Clément Davy (FRA)    | 112e             |
| 34               | Kevin Geniets (LUX)   | 86e              |
| 35               | Laurence Pithie (NZL) | 2e               |
| 36               | Marc Sarreau (FRA)    | 84e              |
| 37               | Matthew Walls (GBR)   | AB               |

| Cofidis COF | Cofidis COF            | Cofidis COF |
| ----------- | ---------------------- | ----------- |
| Num         | Coureur                | Pos         |
| 41          | Milan Fretin (BEL)     | 21e         |
| 42          | Piet Allegaert (BEL)   | 8e          |
| 43          | Aimé De Gendt (BEL)    | 88e         |
| 44          | Christophe Noppe (BEL) | 44e         |
| 45          | Alexis Renard (FRA)    | AB          |
| 46          | Ludovic Robeet (BEL)   | 75e         |
| 47          | Michiel Coppens (BEL)  | 101e        |

| Intermarché-Wanty IWA | Intermarché-Wanty IWA     | Intermarché-Wanty IWA |
| --------------------- | ------------------------- | --------------------- |
| Num                   | Coureur                   | Pos                   |
| 51                    | Gerben Thijssen (BEL)     | 3e                    |
| 52                    | Arne Marit (BEL)          | AB                    |
| 53                    | Zeno Moonen (BEL)         | AB                    |
| 54                    | Tom Paquot (BEL)          | 100e                  |
| 55                    | Baptiste Planckaert (BEL) | 89e                   |
| 56                    | Taco van der Hoorn (NED)  | 82e                   |
| 57                    | Gijs Van Hoecke (BEL)     | 51e                   |

| Arkéa-B&B Hotels ARK | Arkéa-B&B Hotels ARK  | Arkéa-B&B Hotels ARK |
| -------------------- | --------------------- | -------------------- |
| Num                  | Coureur               | Pos                  |
| 61                   | Luca Mozzato (ITA)    | 17e                  |
| 62                   | Florian Dauphin (FRA) | 62e                  |
| 63                   | David Dekker (NED)    | 77e                  |
| 64                   | Donavan Grondin (FRA) | 111e                 |
| 65                   | Daniel McLay (GBR)    | AB                   |
| 66                   | Alan Riou (FRA)       | 74e                  |
| 67                   | Miles Scotson (AUS)   | 47e                  |

| Lotto Dstny LTD | Lotto Dstny LTD             | Lotto Dstny LTD |
| --------------- | --------------------------- | --------------- |
| Num             | Coureur                     | Pos             |
| 71              | Jasper De Buyst (BEL)       | 99e             |
| 72              | Joshua Giddings (GBR)       | 94e             |
| 73              | Mathijs Paasschens (NED)    | 81e             |
| 74              | Lionel Taminiaux (BEL)      | 13e             |
| 75              | Liam Van Bylen (BEL)        | 76e             |
| 76              | Lorenz Van de Wynkele (BEL) | 25e             |
| 77              | Axel De Lie (BEL)           | 87e             |

| Israel-Premier Tech IPT | Israel-Premier Tech IPT   | Israel-Premier Tech IPT |
| ----------------------- | ------------------------- | ----------------------- |
| Num                     | Coureur                   | Pos                     |
| 81                      | Hugo Hofstetter (FRA)     | 54e                     |
| 82                      | Pier-André Côté (CAN)     | 20e                     |
| 83                      | Jim Brown (GBR)           | 122e                    |
| 84                      | Michael Schwarzmann (GER) | 73e                     |
| 85                      | Jake Stewart (GBR)        | 43e                     |
| 86                      | Tom Van Asbroeck (BEL)    | 10e                     |
| 87                      | Ethan Vernon (GBR)        | 32e                     |

| TotalEnergies TEN | TotalEnergies TEN     | TotalEnergies TEN |
| ----------------- | --------------------- | ----------------- |
| Num               | Coureur               | Pos               |
| 91                | Jason Tesson (FRA)    | 16e               |
| 92                | Lucas Boniface (FRA)  | AB                |
| 93                | Fabien Grellier (FRA) | 92e               |
| 94                | Nicola Marcerou (FRA) | 90e               |
| 95                | Lorrenzo Manzin (FRA) | 78e               |
| 96                | Geoffrey Soupe (FRA)  | 71e               |
| 97                | Anthony Turgis (FRA)  | 85e               |

| Tudor Pro Cycling Team TUD | Tudor Pro Cycling Team TUD     | Tudor Pro Cycling Team TUD |
| -------------------------- | ------------------------------ | -------------------------- |
| Num                        | Coureur                        | Pos                        |
| 101                        | Arvid de Kleijn (NED)          | 1er                        |
| 102                        | Sebastian Kolze Changizi (DEN) | 117e                       |
| 103                        | Robin Froidevaux (SUI)         | 123e                       |
| 104                        | Miká Heming (GER)              | 115e                       |
| 105                        | Rick Pluimers (NED)            | 49e                        |
| 106                        | Maikel Zijlaard (NED)          | 6e                         |
| 107                        | Roman Holzer (SUI)             | AB                         |

| Van Rysel-Roubaix VRR | Van Rysel-Roubaix VRR    | Van Rysel-Roubaix VRR |
| --------------------- | ------------------------ | --------------------- |
| Num                   | Coureur                  | Pos                   |
| 111                   | Samuel Leroux (FRA)      | AB                    |
| 112                   | Kévin Avoine (FRA)       | 55e                   |
| 113                   | Jérémy Leveau (FRA)      | 67e                   |
| 114                   | Kenny Molly (BEL)        | 107e                  |
| 115                   | Emmanuel Morin (FRA)     | 46e                   |
| 116                   | Maxime Jarnet (FRA)      | 29e                   |
| 117                   | Valentin Tabellion (FRA) | 14e                   |

| Bingoal WB BWB | Bingoal WB BWB         | Bingoal WB BWB |
| -------------- | ---------------------- | -------------- |
| Num            | Coureur                | Pos            |
| 121            | Luca De Meester (BEL)  | 39e            |
| 122            | Davide Persico (ITA)   | 5e             |
| 123            | Jens Reynders (BEL)    | 41e            |
| 124            | Thibaut Bernard (BEL)  | 97e            |
| 125            | Kenneth Van Rooy (BEL) | 22e            |
| 126            | Loïc Vliegen (BEL)     | 70e            |
| 127            | Cériel Desal (BEL)     | 63e            |

| Team Flanders-Baloise TFB | Team Flanders-Baloise TFB | Team Flanders-Baloise TFB |
| ------------------------- | ------------------------- | ------------------------- |
| Num                       | Coureur                   | Pos                       |
| 131                       | Kamiel Bonneu (BEL)       | 93e                       |
| 132                       | Arno Claeys (BEL)         | 61e                       |
| 133                       | Lindsay De Vylder (BEL)   | 69e                       |
| 134                       | Toon Clynhens (BEL)       | 60e                       |
| 135                       | Aaron Van Poucke (BEL)    | 104e                      |
| 136                       | Dylan Vandenstorme (BEL)  | 40e                       |
| 137                       | Yentl Vandevelde (BEL)    | 34e                       |

| Saint Michel-Mavic-Auber 93 AUB | Saint Michel-Mavic-Auber 93 AUB    | Saint Michel-Mavic-Auber 93 AUB |
| ------------------------------- | ---------------------------------- | ------------------------------- |
| Num                             | Coureur                            | Pos                             |
| 141                             | Alexandre Delettre (FRA)           | 45e                             |
| 142                             | Nicolas Breuillard (FRA)           | 91e                             |
| 143                             | Romain Cardis (FRA)                | 26e                             |
| 144                             | Dillon Corkery (IRL)               | 79e                             |
| 145                             | Henri-François Renard-Haquin (FRA) | 68e                             |
| 146                             | Jérémy Lecroq (FRA)                | 23e                             |
| 147                             | Morne van Niekerk (RSA)            | 59e                             |

| Philippe Wagner-Bazin PWB | Philippe Wagner-Bazin PWB   | Philippe Wagner-Bazin PWB |
| ------------------------- | --------------------------- | ------------------------- |
| Num                       | Coureur                     | Pos                       |
| 151                       | Rudy Barbier (FRA)          | 106e                      |
| 152                       | Pierre Barbier (FRA)        | 28e                       |
| 153                       | Quentin Bezza (FRA)         | 72e                       |
| 154                       | Gwen Leclainche (FRA)       | 116e                      |
| 155                       | Kasper Saver (BEL)          | 121e                      |
| 156                       | Enrico Dhaeye (BEL)         | 64e                       |
| 157                       | Mathias Vanoverberghe (BEL) | AB                        |

| CIC U Nantes Atlantique UCN | CIC U Nantes Atlantique UCN | CIC U Nantes Atlantique UCN |
| --------------------------- | --------------------------- | --------------------------- |
| Num                         | Coureur                     | Pos                         |
| 161                         | Maël Guégan (FRA)           | 24e                         |
| 162                         | Enzo Boulet (FRA)           | AB                          |
| 163                         | Corentin Devroute (FRA)     | 96e                         |
| 164                         | Yaël Joalland (FRA)         | 113e                        |
| 165                         | Matisse Julien (CAN)        | 114e                        |
| 166                         | Jon Rye-Johnsen (NOR)       | 27e                         |
| 167                         | Robin Plamondon (CAN)       | 38e                         |

| Hagens Berman Jayco HBJ | Hagens Berman Jayco HBJ | Hagens Berman Jayco HBJ |
| ----------------------- | ----------------------- | ----------------------- |
| Num                     | Coureur                 | Pos                     |
| 171                     | Evan Boyle (USA)        | 120e                    |
| 172                     | Nino de Jong (NED)      | 58e                     |
| 173                     | Adam Holm (DEN)         | 48e                     |
| 174                     | Maxence Place (BEL)     | 105e                    |
| 175                     | Kasper Andersen (DEN)   | 15e                     |
| 176                     | Ben Wiggins (GBR)       | AB                      |
| 177                     | Matthew Cole (GBR)      | 119e                    |

| Nice Métropole Côte d'Azur NMC | Nice Métropole Côte d'Azur NMC | Nice Métropole Côte d'Azur NMC |
| ------------------------------ | ------------------------------ | ------------------------------ |
| Num                            | Coureur                        | Pos                            |
| 181                            | Andrea Mifsud                  | 108e                           |
| 182                            | Melvin Crommelinck (FRA)       | 98e                            |
| 183                            | Jonathan Couanon (FRA)         | 42e                            |
| 184                            | Damien Girard (FRA)            | 109e                           |
| 185                            | Jean-Louis Le Ny (FRA)         | 31e                            |
| 186                            | Alexandre Léonien (FRA)        | AB                             |

| Metec-Solarwatt p/b Mantel MET | Metec-Solarwatt p/b Mantel MET | Metec-Solarwatt p/b Mantel MET |
| ------------------------------ | ------------------------------ | ------------------------------ |
| Num                            | Coureur                        | Pos                            |
| 191                            | Karst Hayma (NED)              | 103e                           |
| 192                            | Joris Reinderink (NED)         | 30e                            |
| 193                            | Michiel Van Vliet (NED)        | 50e                            |
| 194                            | Viego Tijssen (NED)            | AB                             |
| 195                            | Axel van der Tuuk (NED)        | 80e                            |
| 196                            | Roy Hoogendoorn (NED)          | AB                             |
| 197                            | Jordan Habets (NED)            | 66e                            |

| MYVELO Pro Cycling Team MCT | MYVELO Pro Cycling Team MCT | MYVELO Pro Cycling Team MCT |
| --------------------------- | --------------------------- | --------------------------- |
| Num                         | Coureur                     | Pos                         |
| 201                         | Meo Amann (GER)             | 83e                         |
| 202                         | Lukas Baldinger (GER)       | AB                          |
| 204                         | Miron Lipp (GER)            | AB                          |
| 205                         | Timon Loderer (GER)         | 52e                         |
| 207                         | Jakob Schmidt (GER)         | 102e                        |

| Q36.5 Pro Cycling Team Q36 | Q36.5 Pro Cycling Team Q36  | Q36.5 Pro Cycling Team Q36 |
| -------------------------- | --------------------------- | -------------------------- |
| Num                        | Coureur                     | Pos                        |
| 1                          | Giacomo Nizzolo (ITA)       | AB                         |
| 2                          | Xabier Mikel Azparren (ESP) | 95e                        |
| 4                          | Cyrus Monk (AUS)            | 57e                        |
| 5                          | Joey Rosskopf (USA)         | 118e                       |
| 6                          | Rory Townsend (IRL)         | 12e                        |
| 7                          | Nickolas Zukowsky (CAN)     | 33e                        |

| Decathlon-AG2R La Mondiale DAT | Decathlon-AG2R La Mondiale DAT | Decathlon-AG2R La Mondiale DAT |
| ------------------------------ | ------------------------------ | ------------------------------ |
| Num                            | Coureur                        | Pos                            |
| 11                             | Edvald Boasson Hagen (NOR)     | 65e                            |
| 12                             | Arthur Blaise (FRA)            | 53e                            |
| 13                             | Pierre Gautherat (FRA)         | 4e                             |
| 14                             | Antoine L'Hote (FRA)           | 35e                            |
| 15                             | Oliver Naesen (BEL)            | 19e                            |
| 16                             | Gianluca Pollefliet (BEL)      | 11e                            |

| Alpecin-Deceuninck ADC | Alpecin-Deceuninck ADC | Alpecin-Deceuninck ADC |
| ---------------------- | ---------------------- | ---------------------- |
| Num                    | Coureur                | Pos                    |
| 22                     | Lars Boven (NED)       | 110e                   |
| 24                     | Simon Dehairs (BEL)    | 18e                    |
| 25                     | Senne Leysen (BEL)     | 56e                    |
| 26                     | Jensen Plowright (AUS) | 9e                     |
| 27                     | Ramon Sinkeldam (NED)  | 36e                    |

| Groupama-FDJ GFC | Groupama-FDJ GFC      | Groupama-FDJ GFC |
| ---------------- | --------------------- | ---------------- |
| Num              | Coureur               | Pos              |
| 31               | Paul Penhoët (FRA)    | 7e               |
| 32               | Cyril Barthe (FRA)    | 37e              |
| 33               | Clément Davy (FRA)    | 112e             |
| 34               | Kevin Geniets (LUX)   | 86e              |
| 35               | Laurence Pithie (NZL) | 2e               |
| 36               | Marc Sarreau (FRA)    | 84e              |
| 37               | Matthew Walls (GBR)   | AB               |

| Cofidis COF | Cofidis COF            | Cofidis COF |
| ----------- | ---------------------- | ----------- |
| Num         | Coureur                | Pos         |
| 41          | Milan Fretin (BEL)     | 21e         |
| 42          | Piet Allegaert (BEL)   | 8e          |
| 43          | Aimé De Gendt (BEL)    | 88e         |
| 44          | Christophe Noppe (BEL) | 44e         |
| 45          | Alexis Renard (FRA)    | AB          |
| 46          | Ludovic Robeet (BEL)   | 75e         |
| 47          | Michiel Coppens (BEL)  | 101e        |

| Intermarché-Wanty IWA | Intermarché-Wanty IWA     | Intermarché-Wanty IWA |
| --------------------- | ------------------------- | --------------------- |
| Num                   | Coureur                   | Pos                   |
| 51                    | Gerben Thijssen (BEL)     | 3e                    |
| 52                    | Arne Marit (BEL)          | AB                    |
| 53                    | Zeno Moonen (BEL)         | AB                    |
| 54                    | Tom Paquot (BEL)          | 100e                  |
| 55                    | Baptiste Planckaert (BEL) | 89e                   |
| 56                    | Taco van der Hoorn (NED)  | 82e                   |
| 57                    | Gijs Van Hoecke (BEL)     | 51e                   |

| Arkéa-B&B Hotels ARK | Arkéa-B&B Hotels ARK  | Arkéa-B&B Hotels ARK |
| -------------------- | --------------------- | -------------------- |
| Num                  | Coureur               | Pos                  |
| 61                   | Luca Mozzato (ITA)    | 17e                  |
| 62                   | Florian Dauphin (FRA) | 62e                  |
| 63                   | David Dekker (NED)    | 77e                  |
| 64                   | Donavan Grondin (FRA) | 111e                 |
| 65                   | Daniel McLay (GBR)    | AB                   |
| 66                   | Alan Riou (FRA)       | 74e                  |
| 67                   | Miles Scotson (AUS)   | 47e                  |

| Lotto Dstny LTD | Lotto Dstny LTD             | Lotto Dstny LTD |
| --------------- | --------------------------- | --------------- |
| Num             | Coureur                     | Pos             |
| 71              | Jasper De Buyst (BEL)       | 99e             |
| 72              | Joshua Giddings (GBR)       | 94e             |
| 73              | Mathijs Paasschens (NED)    | 81e             |
| 74              | Lionel Taminiaux (BEL)      | 13e             |
| 75              | Liam Van Bylen (BEL)        | 76e             |
| 76              | Lorenz Van de Wynkele (BEL) | 25e             |
| 77              | Axel De Lie (BEL)           | 87e             |

| Israel-Premier Tech IPT | Israel-Premier Tech IPT   | Israel-Premier Tech IPT |
| ----------------------- | ------------------------- | ----------------------- |
| Num                     | Coureur                   | Pos                     |
| 81                      | Hugo Hofstetter (FRA)     | 54e                     |
| 82                      | Pier-André Côté (CAN)     | 20e                     |
| 83                      | Jim Brown (GBR)           | 122e                    |
| 84                      | Michael Schwarzmann (GER) | 73e                     |
| 85                      | Jake Stewart (GBR)        | 43e                     |
| 86                      | Tom Van Asbroeck (BEL)    | 10e                     |
| 87                      | Ethan Vernon (GBR)        | 32e                     |

| TotalEnergies TEN | TotalEnergies TEN     | TotalEnergies TEN |
| ----------------- | --------------------- | ----------------- |
| Num               | Coureur               | Pos               |
| 91                | Jason Tesson (FRA)    | 16e               |
| 92                | Lucas Boniface (FRA)  | AB                |
| 93                | Fabien Grellier (FRA) | 92e               |
| 94                | Nicola Marcerou (FRA) | 90e               |
| 95                | Lorrenzo Manzin (FRA) | 78e               |
| 96                | Geoffrey Soupe (FRA)  | 71e               |
| 97                | Anthony Turgis (FRA)  | 85e               |

| Tudor Pro Cycling Team TUD | Tudor Pro Cycling Team TUD     | Tudor Pro Cycling Team TUD |
| -------------------------- | ------------------------------ | -------------------------- |
| Num                        | Coureur                        | Pos                        |
| 101                        | Arvid de Kleijn (NED)          | 1er                        |
| 102                        | Sebastian Kolze Changizi (DEN) | 117e                       |
| 103                        | Robin Froidevaux (SUI)         | 123e                       |
| 104                        | Miká Heming (GER)              | 115e                       |
| 105                        | Rick Pluimers (NED)            | 49e                        |
| 106                        | Maikel Zijlaard (NED)          | 6e                         |
| 107                        | Roman Holzer (SUI)             | AB                         |

| Van Rysel-Roubaix VRR | Van Rysel-Roubaix VRR    | Van Rysel-Roubaix VRR |
| --------------------- | ------------------------ | --------------------- |
| Num                   | Coureur                  | Pos                   |
| 111                   | Samuel Leroux (FRA)      | AB                    |
| 112                   | Kévin Avoine (FRA)       | 55e                   |
| 113                   | Jérémy Leveau (FRA)      | 67e                   |
| 114                   | Kenny Molly (BEL)        | 107e                  |
| 115                   | Emmanuel Morin (FRA)     | 46e                   |
| 116                   | Maxime Jarnet (FRA)      | 29e                   |
| 117                   | Valentin Tabellion (FRA) | 14e                   |

| Bingoal WB BWB | Bingoal WB BWB         | Bingoal WB BWB |
| -------------- | ---------------------- | -------------- |
| Num            | Coureur                | Pos            |
| 121            | Luca De Meester (BEL)  | 39e            |
| 122            | Davide Persico (ITA)   | 5e             |
| 123            | Jens Reynders (BEL)    | 41e            |
| 124            | Thibaut Bernard (BEL)  | 97e            |
| 125            | Kenneth Van Rooy (BEL) | 22e            |
| 126            | Loïc Vliegen (BEL)     | 70e            |
| 127            | Cériel Desal (BEL)     | 63e            |

| Team Flanders-Baloise TFB | Team Flanders-Baloise TFB | Team Flanders-Baloise TFB |
| ------------------------- | ------------------------- | ------------------------- |
| Num                       | Coureur                   | Pos                       |
| 131                       | Kamiel Bonneu (BEL)       | 93e                       |
| 132                       | Arno Claeys (BEL)         | 61e                       |
| 133                       | Lindsay De Vylder (BEL)   | 69e                       |
| 134                       | Toon Clynhens (BEL)       | 60e                       |
| 135                       | Aaron Van Poucke (BEL)    | 104e                      |
| 136                       | Dylan Vandenstorme (BEL)  | 40e                       |
| 137                       | Yentl Vandevelde (BEL)    | 34e                       |

| Saint Michel-Mavic-Auber 93 AUB | Saint Michel-Mavic-Auber 93 AUB    | Saint Michel-Mavic-Auber 93 AUB |
| ------------------------------- | ---------------------------------- | ------------------------------- |
| Num                             | Coureur                            | Pos                             |
| 141                             | Alexandre Delettre (FRA)           | 45e                             |
| 142                             | Nicolas Breuillard (FRA)           | 91e                             |
| 143                             | Romain Cardis (FRA)                | 26e                             |
| 144                             | Dillon Corkery (IRL)               | 79e                             |
| 145                             | Henri-François Renard-Haquin (FRA) | 68e                             |
| 146                             | Jérémy Lecroq (FRA)                | 23e                             |
| 147                             | Morne van Niekerk (RSA)            | 59e                             |

| Philippe Wagner-Bazin PWB | Philippe Wagner-Bazin PWB   | Philippe Wagner-Bazin PWB |
| ------------------------- | --------------------------- | ------------------------- |
| Num                       | Coureur                     | Pos                       |
| 151                       | Rudy Barbier (FRA)          | 106e                      |
| 152                       | Pierre Barbier (FRA)        | 28e                       |
| 153                       | Quentin Bezza (FRA)         | 72e                       |
| 154                       | Gwen Leclainche (FRA)       | 116e                      |
| 155                       | Kasper Saver (BEL)          | 121e                      |
| 156                       | Enrico Dhaeye (BEL)         | 64e                       |
| 157                       | Mathias Vanoverberghe (BEL) | AB                        |

| CIC U Nantes Atlantique UCN | CIC U Nantes Atlantique UCN | CIC U Nantes Atlantique UCN |
| --------------------------- | --------------------------- | --------------------------- |
| Num                         | Coureur                     | Pos                         |
| 161                         | Maël Guégan (FRA)           | 24e                         |
| 162                         | Enzo Boulet (FRA)           | AB                          |
| 163                         | Corentin Devroute (FRA)     | 96e                         |
| 164                         | Yaël Joalland (FRA)         | 113e                        |
| 165                         | Matisse Julien (CAN)        | 114e                        |
| 166                         | Jon Rye-Johnsen (NOR)       | 27e                         |
| 167                         | Robin Plamondon (CAN)       | 38e                         |

| Hagens Berman Jayco HBJ | Hagens Berman Jayco HBJ | Hagens Berman Jayco HBJ |
| ----------------------- | ----------------------- | ----------------------- |
| Num                     | Coureur                 | Pos                     |
| 171                     | Evan Boyle (USA)        | 120e                    |
| 172                     | Nino de Jong (NED)      | 58e                     |
| 173                     | Adam Holm (DEN)         | 48e                     |
| 174                     | Maxence Place (BEL)     | 105e                    |
| 175                     | Kasper Andersen (DEN)   | 15e                     |
| 176                     | Ben Wiggins (GBR)       | AB                      |
| 177                     | Matthew Cole (GBR)      | 119e                    |

| Nice Métropole Côte d'Azur NMC | Nice Métropole Côte d'Azur NMC | Nice Métropole Côte d'Azur NMC |
| ------------------------------ | ------------------------------ | ------------------------------ |
| Num                            | Coureur                        | Pos                            |
| 181                            | Andrea Mifsud                  | 108e                           |
| 182                            | Melvin Crommelinck (FRA)       | 98e                            |
| 183                            | Jonathan Couanon (FRA)         | 42e                            |
| 184                            | Damien Girard (FRA)            | 109e                           |
| 185                            | Jean-Louis Le Ny (FRA)         | 31e                            |
| 186                            | Alexandre Léonien (FRA)        | AB                             |

| Metec-Solarwatt p/b Mantel MET | Metec-Solarwatt p/b Mantel MET | Metec-Solarwatt p/b Mantel MET |
| ------------------------------ | ------------------------------ | ------------------------------ |
| Num                            | Coureur                        | Pos                            |
| 191                            | Karst Hayma (NED)              | 103e                           |
| 192                            | Joris Reinderink (NED)         | 30e                            |
| 193                            | Michiel Van Vliet (NED)        | 50e                            |
| 194                            | Viego Tijssen (NED)            | AB                             |
| 195                            | Axel van der Tuuk (NED)        | 80e                            |
| 196                            | Roy Hoogendoorn (NED)          | AB                             |
| 197                            | Jordan Habets (NED)            | 66e                            |

| MYVELO Pro Cycling Team MCT | MYVELO Pro Cycling Team MCT | MYVELO Pro Cycling Team MCT |
| --------------------------- | --------------------------- | --------------------------- |
| Num                         | Coureur                     | Pos                         |
| 201                         | Meo Amann (GER)             | 83e                         |
| 202                         | Lukas Baldinger (GER)       | AB                          |
| 204                         | Miron Lipp (GER)            | AB                          |
| 205                         | Timon Loderer (GER)         | 52e                         |
| 207                         | Jakob Schmidt (GER)         | 102e                        |